# کمال داوود
کمال داوود ( عربی: كمال داود ؛ زادهٔ ۱۷ ژوئن ۱۹۷۰ ) روزنامه‌نگار، و نویسنده اهل الجزایر است . 
در دل وحشت در « دهه سیاه » در الجزایر ( سالهای جنگ داخلی بین سالهای ۱۳۷۱ و ۱۳۸۱ تقریباً ( ۱۹۹۲ و ۲۰۰۲ ) ، در سال ۱۳۷۳ ( ۱۹۹۴ ) ، کامل داوود به عنوان گزارشگر برای روزنامه الجزایری به فرانسوی زبان « Le Quotidien d' Oran » ( ترجمه : « روزنامه اوران » ) آغاز کرد ، که در آن ستون پرطرفدار « Raïna Raïkoum » / « راینا رایکم » ( « نظر ما ، نظر شما » ) را می نوشت . این ستون معمولاً پیرامون نقد و بررسی اخبار روز بود . 
او به مدت هشت سال ، بین سال های ۱۳۷۳ ( ۱۹۹۴ ) تا ۱۳۹۴ ( ۲۰۱۵ ) سردبیر - روزنامه بود .
رمان از او « مرسو چه کسی را کشت »  به فارسی  ترجمه شده‌است . عنوان اصلی به زبان فرانسوی « Meursault , Contre-Enquête » توسط انتشارات « Barzakh » در الجزایر در عقرب / آبان ۱۳۹۲ ( یا اکتبر ۲۰۱۳ ) منتشر شد ، و متعاقباً در اردیبهشت / ثور ۱۳۹۳ ( می ۲۰۱۴ ) توسط انتشا « Actes Sud » در فرانسه . 
این رمان برنده « جایزه گنکور ( GONCOURT ) برای رمان اول » سال ۱۳۹۴ ( ۲۰۱۵ ) در فرانسه شد .
داستان او ، که به زبان فرانسه نوشته شده ، دیدگاه مقابل- داستان شخصیت ناشناس « عرب » ، مردی که توسط مورسو در رمان « بیگانه » از اثر نویسنده فرانسوی آلبر کامو ( Albert CAMUS ) در سال ۱۳۲۱ ( ۱۹۴۲ ) کشته شد ، را برادرش گفته ، است .
همچنین صد و بیست و دومین جایزه گنکور ( GONCOURT )سال 2024 در اولین مرحله به کمال داود برای کتاب حوریان چاپ انتشارات گالیمار اهدا شد.»
کتاب «حوریان» روایت زنی به نام «فجر» در وهران، شهر زادگاه کمال داود است که جنگ داخلی الجزایر را برای جنینی که در شکمش دارد تعریف می‌کند.
فجر، بازمانده‌ای زخمی از جنگ داخلی یا «دهه سیاه» الجزایر از ۱۹۹۱ تا ۲۰۰۲ است که باردار و آسیب دیده است. او روایت غمبار آن سال‌های خونین را برای دختری که نامش را«حوری» گذاشته می‌گوید.
این دومین جایزه گنکور  کمال داوود است 

## زندگی‌نامه
کامل داوود در روز چهارشنبه ۲۷ خرداد ۱۳۴۹ ( چهارشنبه ۱۷ ژوئن ۱۹۷۰ ) در شهر کوچک مصره ( در عربی الجزایری : « ماسرة » ) در شمال- غربی الجزایر ( ولایه از « مستغانم » ) ، پسر ارشد یک خانواده شش فرزند بود ، متولد شد .
او پس از اخذ دیپلم نهایی متوسطه با تخصص علمی ، به تحصیل وهران ادبیات فرانسه ادبیات فرانسه در دانشگاه اوران رفت .
او صاحب دو فرزند ( یک دختر و یک پسر ) است و رمان « مرسو چه کسی را کشت » ( عقرب / آبان ۱۳۹۲ یا اکتبر ۲۰۱۳ ) را به آن‌ها تقدیم کرده‌است . 
نویسنده فرانسوی- الجزایری کامل داوود در سومین رمان او با عنوان « Houris » ( « حوری‌ها » ، « حور » ) ، که پنجشنبه ۲۵ مرداد ۱۴۰۳ ( پنجشنبه ۱۵ مرداد ۲۰۲۴ ) توسط انتشارات پاریسی « GALLIMARD » منتشر شده است ، خود مونولوگ درونی زن جوانی به نام « فجر » ( « Aube » ، « سپیده » ) را  نوشته است که پس از جان سالم به در بردن از گلو  بریدن  لال شده است ، در « دهه سیاه » * بین سالهای ۱۳۷۱ و ۱۳۸۱ تقریباً  ( ۱۹۹۲ و ۲۰۰۲ ) . 
* سالهای جنگ داخلی در  الجزایر که ذکر آن هنوز در این کشور ممنوع است . . .
رمان‌نویس فرانسوی- افغانی عتیق رحیمی ، که قبلا جایزه معتبر ادبی فرانسوی « گنکور » سال ۱۳۸۷ ( ۲۰۰۸ ) را برای رمانش « سنگ صبور » گرفته و از مدافعان سرسخت آزادی بیان است ، با انتشار نامه‌ای از کمال داود حمایت کرد . 
دوشنبه ۱۴ آبان/ عقرب ۱۴۰۳ ( دوشنبه ۴ نوامبر ۲۰۲۴ ) در عصر ( به وقت پاریس ) ، وقتی برای اهدای جایزه ادبی خود به رستوران « Drouant » ( واقع در منطقه دوم پایتخت فرانسه ) رسید ، چنین اظهار نظر کرد :
« من یک سیاستمدار نیستم . من کسی را به چالش نمی کشم 
( . . . ) و دلم برای الجزایر تنگ شده است . »
« کامل داود درباره ممنوعیت کتابش در الجزایر بحث می کند ، فروش آثار مربوط به جنگ داخلی ۱۹۹۲ - ۲۰۰۲  غیرقانونی است .‌
با وجود این ممنوعیت ، کتاب او همچنان می‌چرخد ، اما " زیر کت ها " ( . . . )
جدای از کتاب خود ، کامل داود تأکید می‌کند که موضوع  پشت این ممنوعیت‌ها این است : " که بدانیم چه کتاب‌هایی در مقابل چشمان خوانندگان الجزایری قرار خواهند گرفت :  نه کتاب های من ، نه کتاب هایی از ناشر GALLIMARD ، اما می‌توانند کتاب‌هایی باشند که تولید کنند قوانینی که در آن زنان از صحبت با صدای بلند منع خواهند شد" ، او هشدار می دهد. »
کامل داوود با همسرش از سال ۱۴۰۱ ( ۲۰۲۲ ) در فرانسه ، در پاریس ، زندگی می کند .
زنامه - نگار و داستان - نویس به فرانسه تبعید شد ، زیرا این رو از تهدیدات بیشتر - و - بیشتر ( تهدیدهایی که مدام در حال افزایش بودند ) از سوی فعالان یک مذهب بنیادگرای مسلمان در الجزایر .
و او همچنین از حامیان دیکتاتوری حاکم در این کشور متحمل شده است .